# 新塞利夫卡 (普雷奧布拉任卡市鎮)
47°36′54″N 35°59′41″E / 47.61500°N 35.99472°E
新塞利夫卡（烏克蘭語：Новоселівка）是位於烏克蘭東南部的村莊，由扎波羅熱州波洛希區的普雷奧布拉任卡市鎮負責管轄。該村處於熱雷貝茨河畔，距離葉霍里夫卡2公里，始建於1919年，面積1.95平方公里，海拔高度67米，2001年人口540。